# Heliophorus androcles
A Heliophorus androcles kis lepke, amely Indiában (főként Északkelet-Indiában) és Nepálban található, és a Lycaenidae családjába tartozik.
A Valeriana jatamansi beporzója.

## Anatómia
Hím nemi szerveiben a tegumen laterális processusa erősen fejlett, és a socius disztális része előtt vagy mögött kevéssel ér véget. Falxa hasonlít a Heliophorus tamuéra, saccusa kissé hosszabb. Valvája szintén hasonlít a H. tamura, de oldalnézetből kissé nyomottabb, a costa alapi processusa viszonylag gyenge, hátrébb van, és nincs gyenge fog posterior szélén.
Női nemi szerveiben a lamella antevaginalis hasi nézetből rövid (0,4–0,5 mm), és keskeny alapi felű, míg apikális felén poszterolaterálisan széles processusok vannak, melyek lekerekítettek és fűrészszerűek. Középső hasi része keskeny és erősen duzzadt, alapja a H. tamuhoz hasonlóan nem csatlakozik a lamella postvaginalis ovális duzzanatához.